# Boboszów
Boboszów (česky Bobošov, německy Bobischau) je vesnice v Dolnoslezském vojvodství, v okrese Kladsko, u města Mezilesí. Nachází se zde hraniční přechod s Českou republikou (Dolní Lipka–Boboszów). Vesnicí prochází silnice 1. třídy č. 33 z Kladska. Žije zde přibližně 200 obyvatel.
Narodil se zde Josef Andreas Pausewang (1908–1955), německý malíř a karikaturista.

## Historie
Ačkoli přes nedaleké Mladkovské sedlo vedly důležité obchodní cesty již ve starověku – včetně jedné z větví jantarové stezky – první zmínka o osadě, pod názvem Bobrischaw se nachází teprve v dokumentu z roku 1358, týkajícím se rozdělení statků Otty Glaubitze mezi jeho syny. Z dokumentu vyplývá, že už tehdy ve vsi fungovaly dvě kovárny. Místní záznam v aktu (eyn marg czinzis of dem obirsten hamir – "jedna marka nájmu z horní kovárny") je považována za nejstarší svědectvím o zpracování železné rudy v celém Kladsku. Během husitských válek byl Boboszów zcela zničen a neobydlený zůstal po více než sto let. Ve druhé polovině 16. století byl však znovu osídlen bratry Michaelem a Davidem von Tschirnhausy. V roce 1653 byla obec spolu s dalšími okolními osadami a statky koupena rodem Althannů a v jejich vlastnictví setrvala až do roku 1945.
Rozvoj vesnice zaznamenala v 1. polovině 18. století; v roce 1748 ji obývalo 28 sedláků a 71 chalupníků a domkářů. Kolem roku 1750 se z Boboszowa do Mezilesí přestěhovali bratři Ludwigové, kteří byli jedněmi ze zakladatelů tkalcovství v jižní části Kladska. V té době se také v samotném Boboszowě stalo hlavním zdrojem obživy obyvatel domácké tkaní lnu. V roce 1840 bylo v obci 133 domů, včetně dvou vodních mlýnů, hřbitovní kaple, katolické školy, olejárny a palírny, a také několik desítek dílen zabývajících se tkaním bavlny nebo zpracováním lnu.
V 1. polovině 20. století ve vesnici – kromě školy, mlýna, celního úřadu (označovaného jako Zollamt, či Zollhaus) a dokonce i hasičské zbrojnice dobrovolného hasičského sboru – existovalo také několik zájezdních hostinců, mimo jiné Gasthaus zur Krone (poblíž kostela) nebo Gast- und Logierhaus „Weidmannsruh“ majitele Eduarda Hoffmanna (v severní části obce). Jejich rozvoj byl spojen především s postupným oživením přeshraničního ruchu přes Mladkovské sedlo, k němuž došlo na přelomu 19. a 20. století. Po druhé světové válce se obec začala vylidňovat, ale nyní je její populační situace stabilizovaná.
V letech 1975–1998 vesnice administrativně patřila do Valbřišského vojvodství.
Do 21. prosince 2007 fungoval v obci hraniční přechod s Českou republikou Boboszów–Dolní Lipka, po jeho zrušení lze na tomto místě překračovat státní hranici na silnici I/33.

## Kultura

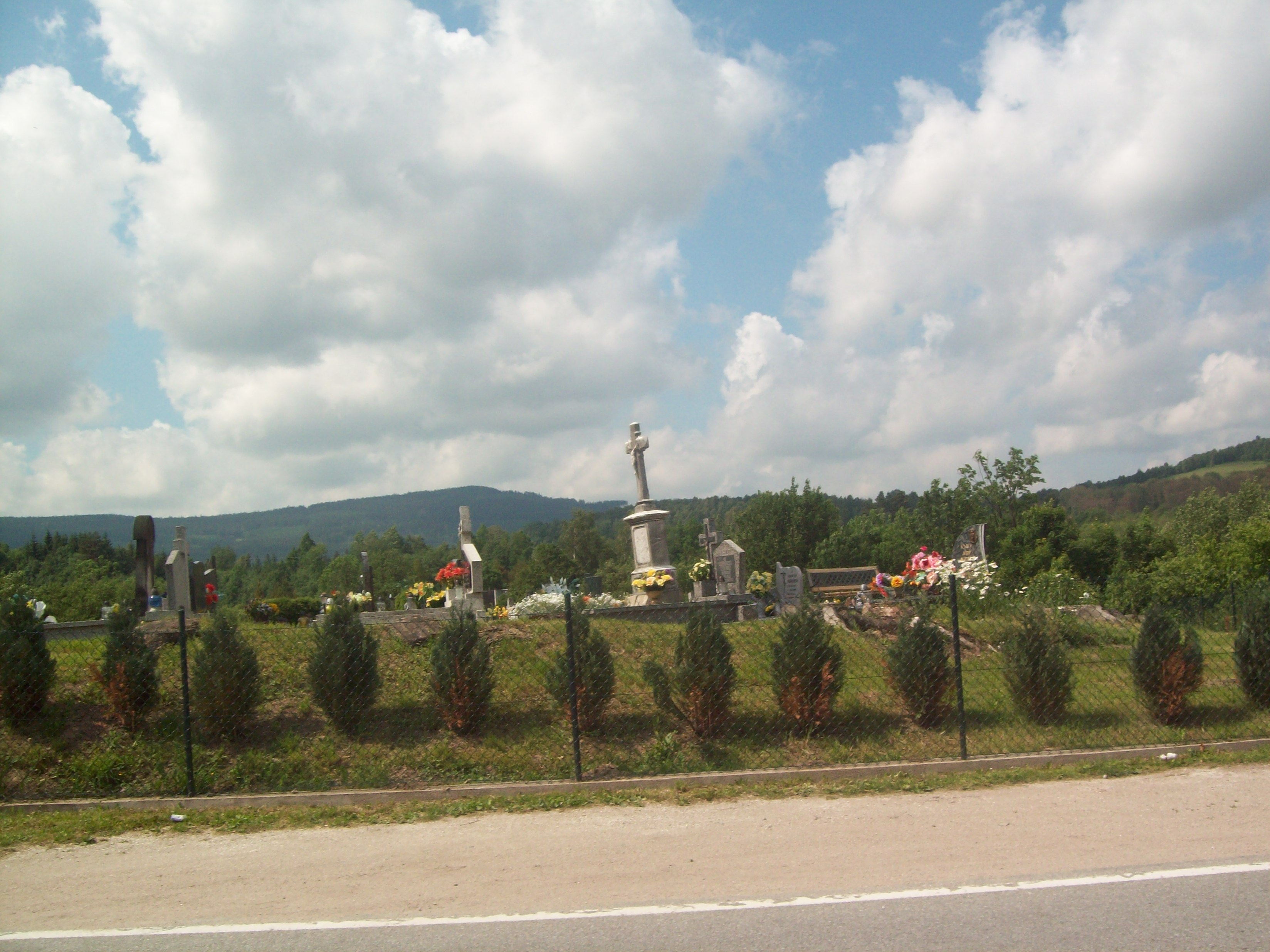
Hřbitov u kostela sv. Anny

### Pamětihodnosti

##### Farní kostel sv. Anny
Objekt je jedním z mála venkovských chrámů v Kladsku, které mají empírově-halový uspořádání s přistavěnými kaplovými výklenky, a je vůbec jedním z posledních, postavených v pozdně barokním stylu, v jižní části Kladska (po kostelech ve Wilkanowě, Nowé Wsi a Roztokách). Dále vykazuje určité podobnosti s kostelem v nedaleké Różance, postaveným v 50. letech 18. století; má však ve srovnání s ním o něco menší proporce a chudší architektonické detaily. Jeho stavba započala v roce 1811, hlavní oltář ovšem pochází už z období kolem roku 1740.
Budova kostela prošla četnými opravami a restaurátorskými pracemi, např. v letech 1852, 1883, 1901, 1911 nebo 1973. V současné době je zapsána do vojvodského rejstříku památek.

##### Skupina figurUkřižování
Boboszowská skupina figur Ukřižování je jedním z nejlepších a nejimpozantnějších příkladů místního sochařství, vykazující vysokou uměleckou úroveň. Skládá se z kamenného, zdobeného soklu, kříže s ukřižovaným Kristem a kdysi dvou, nyní pouze jedné volně stojící sochy u jeho nohou. Díky vyrytému nápisu na zadní straně víme, že dílo vzniklo v dílně sochaře Antona Winge na počátku 19. století.

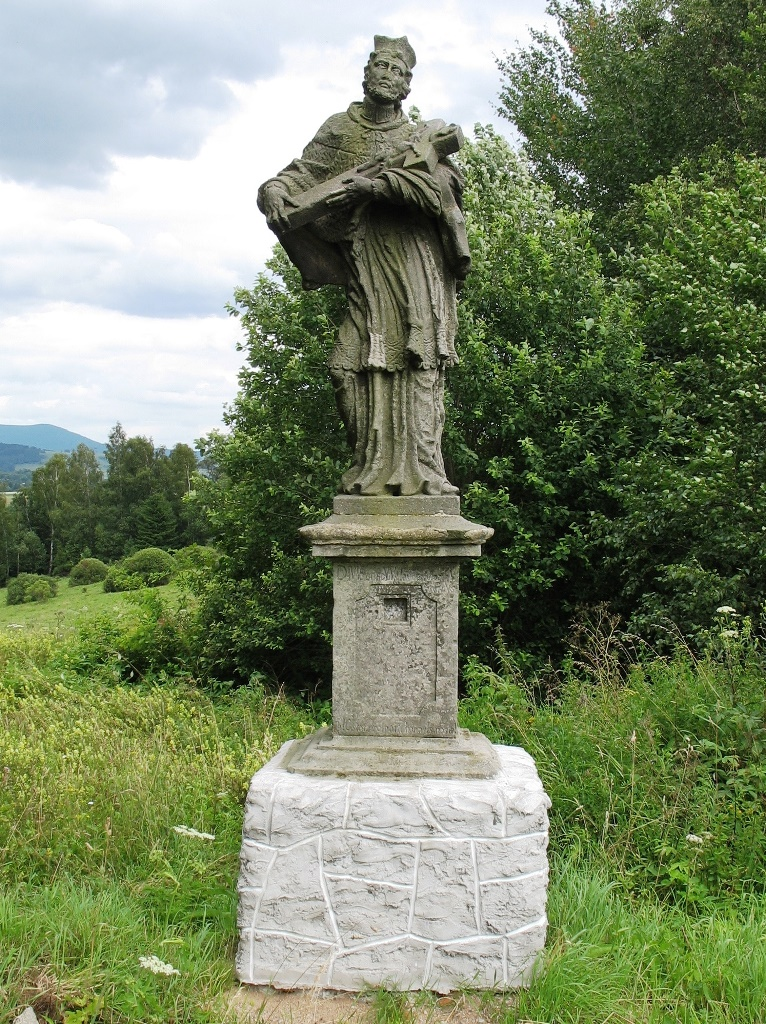
Socha sv. Jana Nepomuckého

##### Socha sv. Jana Nepomuckého
Socha sv. Jana Nepomuckého z 18. století, vyrobená z pískovce se nachází směrem na českou obec Lichkov, podél bývalé obchodní stezky, takže socha měla pravděpodobně plnit patronátní a ochrannou funkci pro cestující na této trase. Duchovní je zobrazen v liturgickém rouchu zdobeném krajkou, na hlavě má biret, na levém rameni drží krucifix, podél kterého spočívá symbolický list palmy. Zajímavým prvkem sochy je nápis:
DIVVS PATRONVS IOANNES NEPOMV CENVS HIC STAT. PARTE HONORIS NOSTRI.
což lze volně přeložit jako:
SVATÝ PATRON JAN NEPOMUCKÝ. TATO SOCHA JE ČÁSTÍ NAŠÍ CTI.
Věta je chronogramem, který skrývá datum „1730“ – pravděpodobné datum vytvoření sochy.

##### Ostatní
V katastru obce se také nachází hřbitov u kostela se zachovalými německými nápisy na náhrobcích, piety a kapličky s kříži u cest.

### Turistika
Přes Boboszow prochází žlutá turistická značka   vedoucí z města Mezilesí, červená značka  vedoucí z masivu Králického Sněžníku ke hraničnímu přechodu, souběžně s modrou značkou .

## Demografický vývoj
| Rok            | 1787 | 1816 | 1825 | 1840 | 1880 | 1910 | 1933 | 1950 | 1960 | 1970 | 1978 | 2006 | 2011 |
| -------------- | ---- | ---- | ---- | ---- | ---- | ---- | ---- | ---- | ---- | ---- | ---- | ---- | ---- |
| Počet obyvatel | 626  | 523  | 579  | 672  | 926  | 729  | 641  | 507  | 362  | 317  | 259  | 240  | 202  |

## Galerie

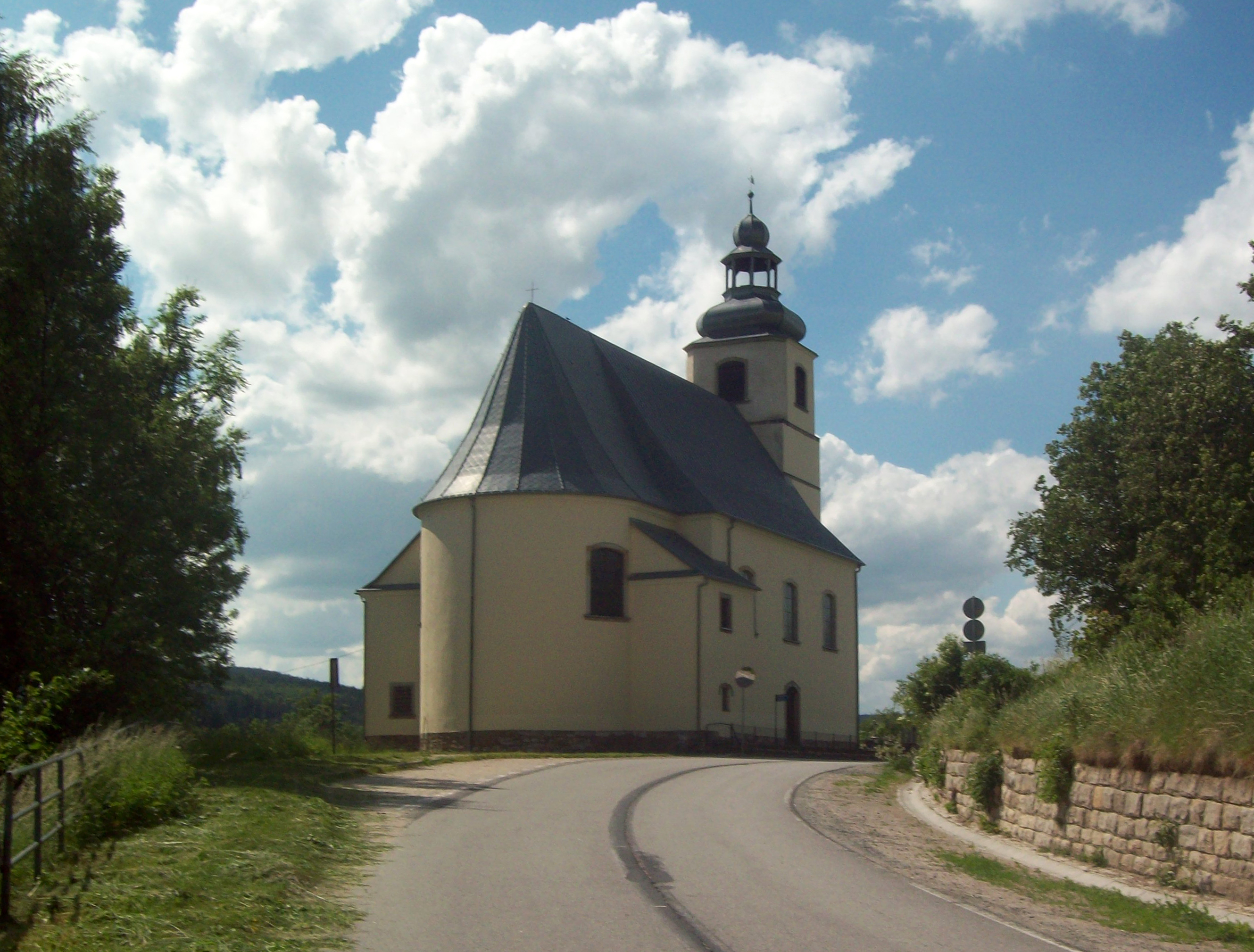
Kostel sv. Anny ze zadního pohledu
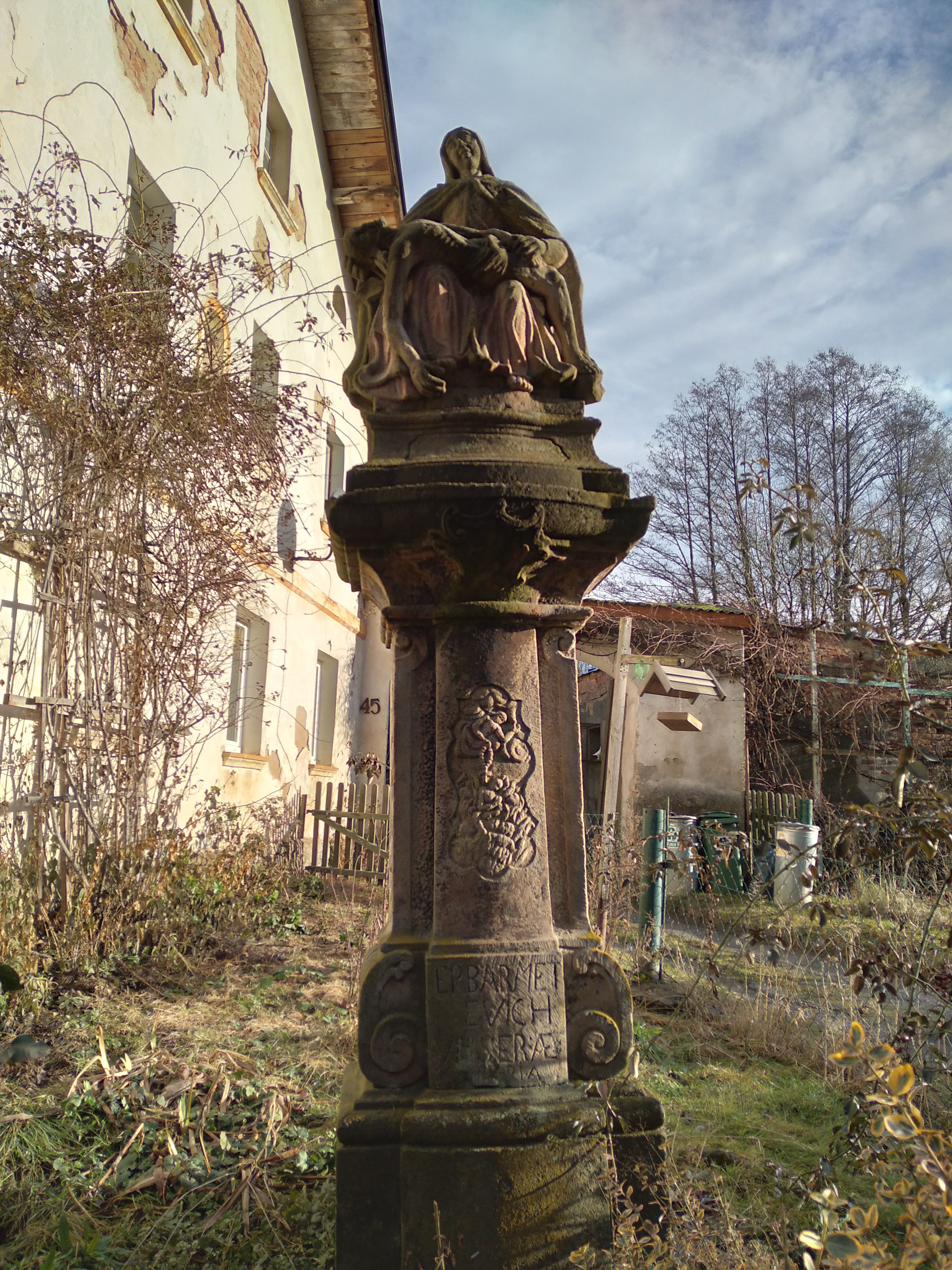
Pieta u obce z 18. století
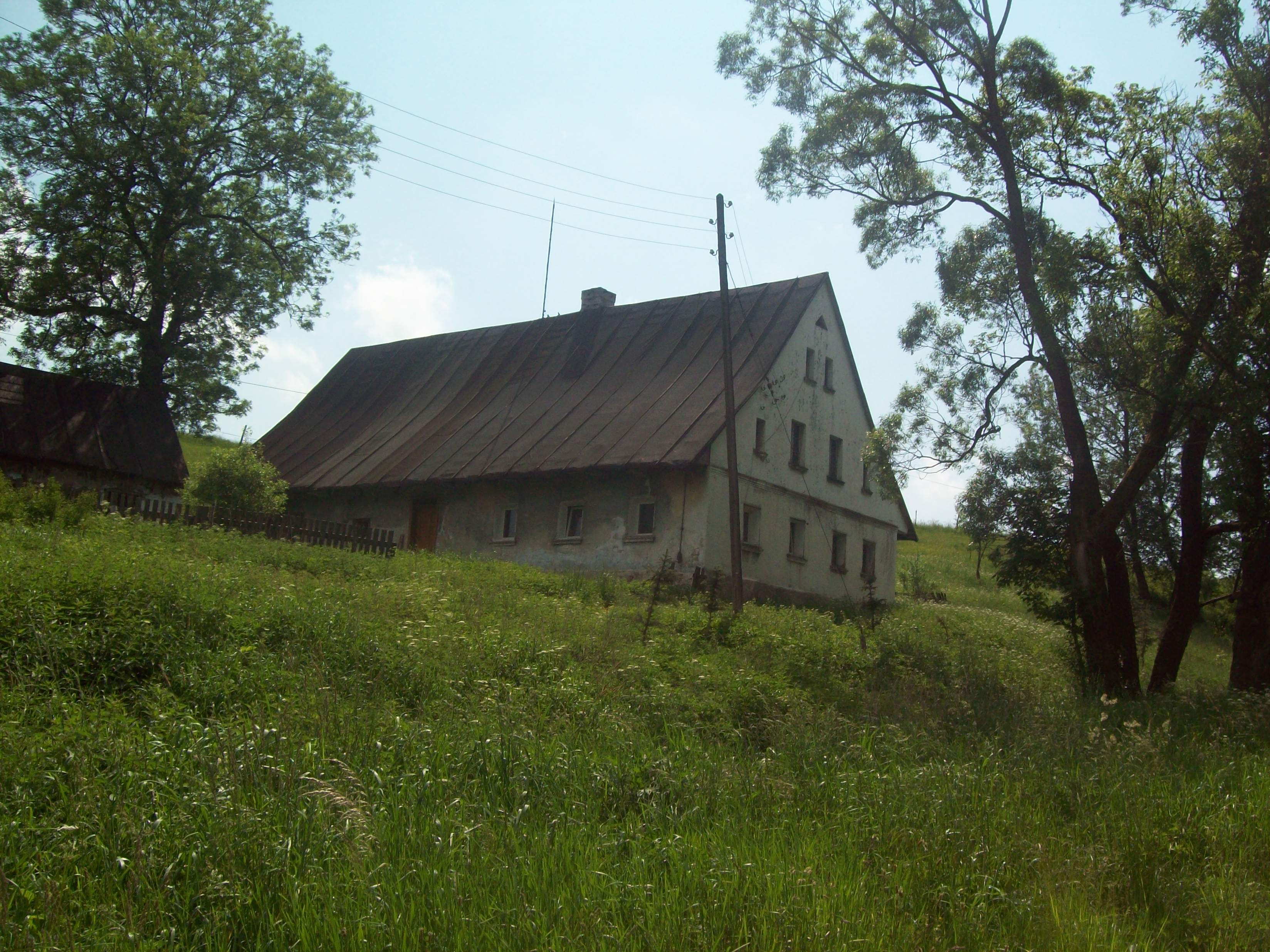
Budova v obci
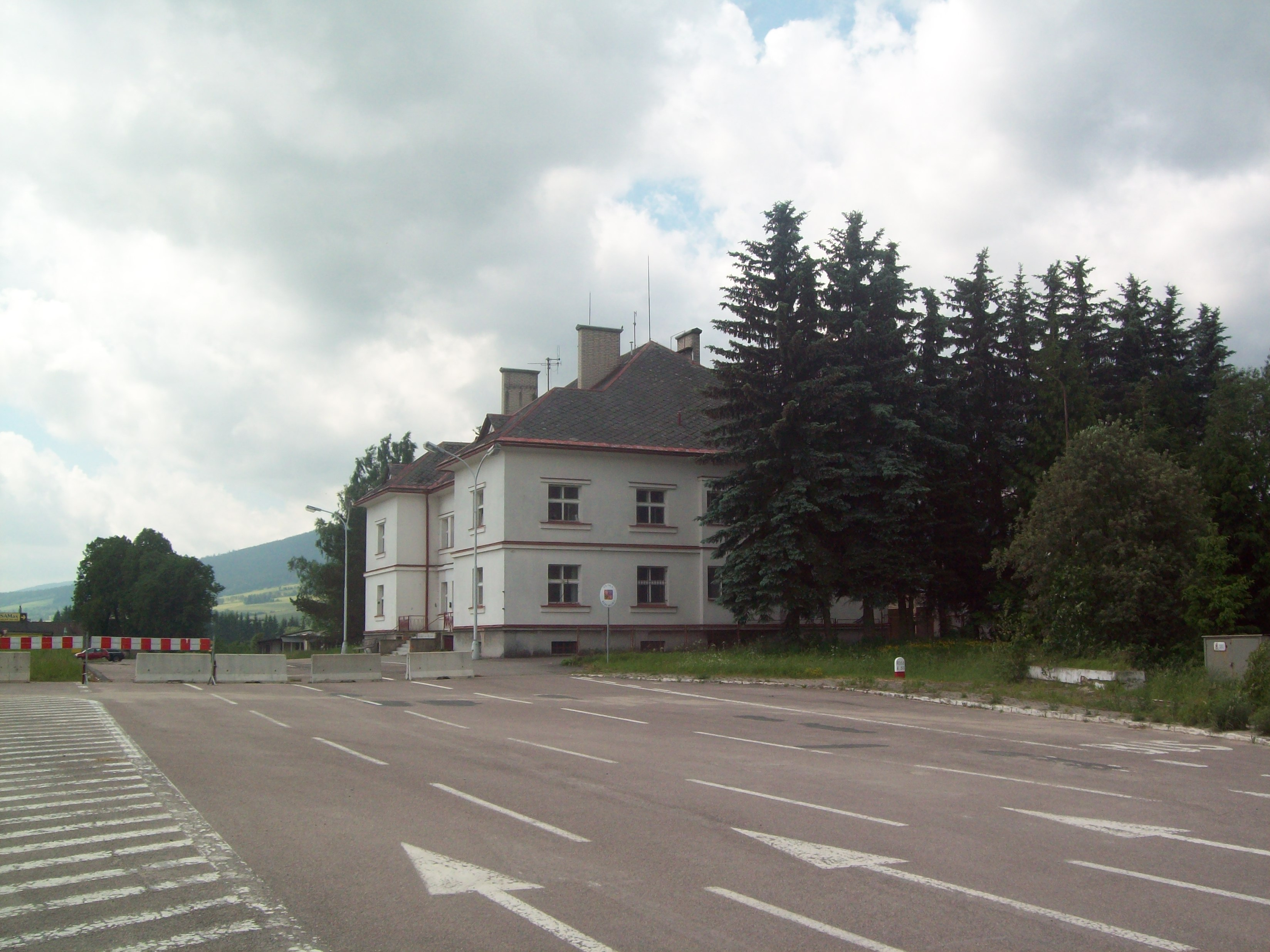
Budova u hraničního přehodu
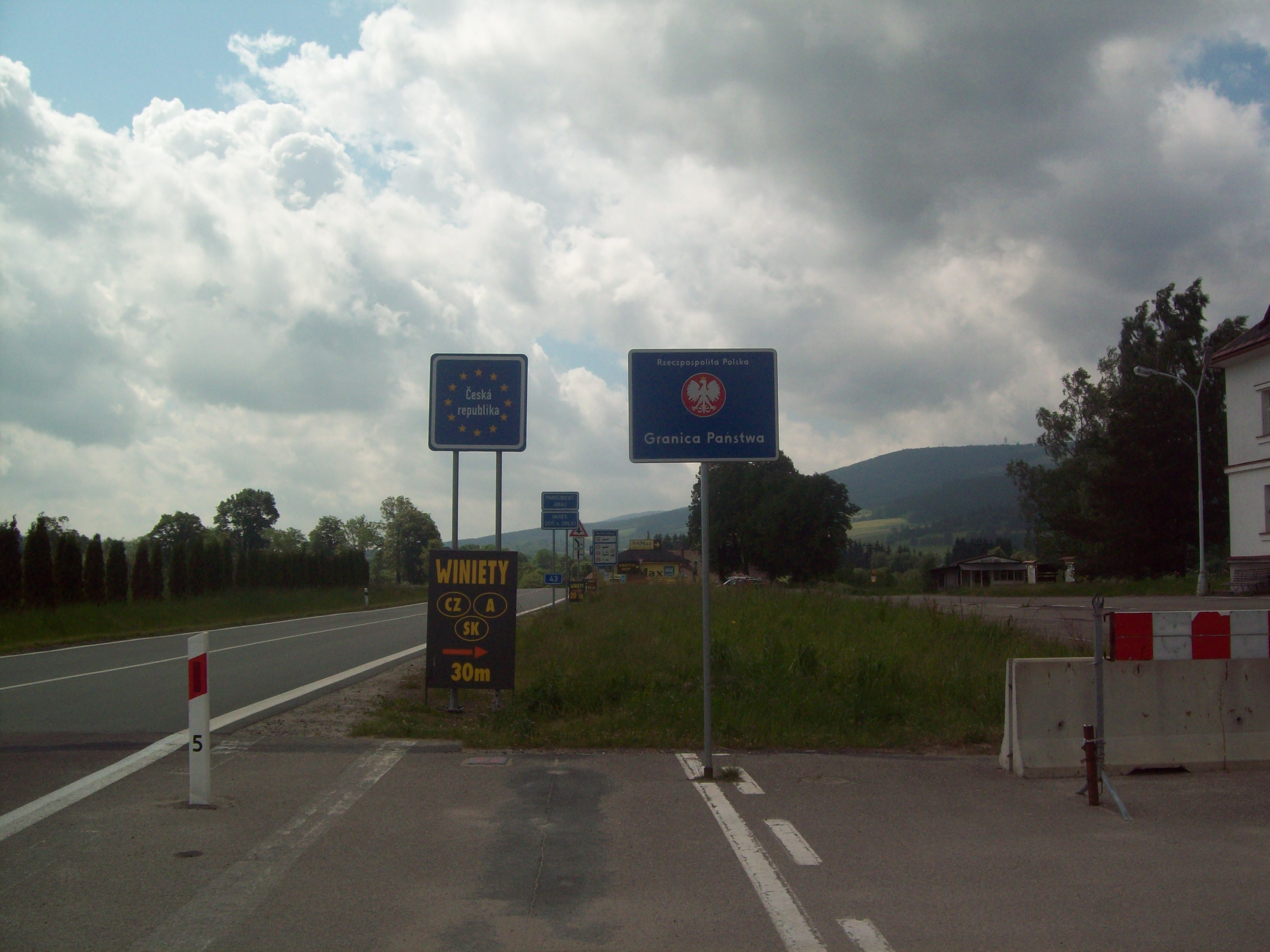
Hraniční přechod
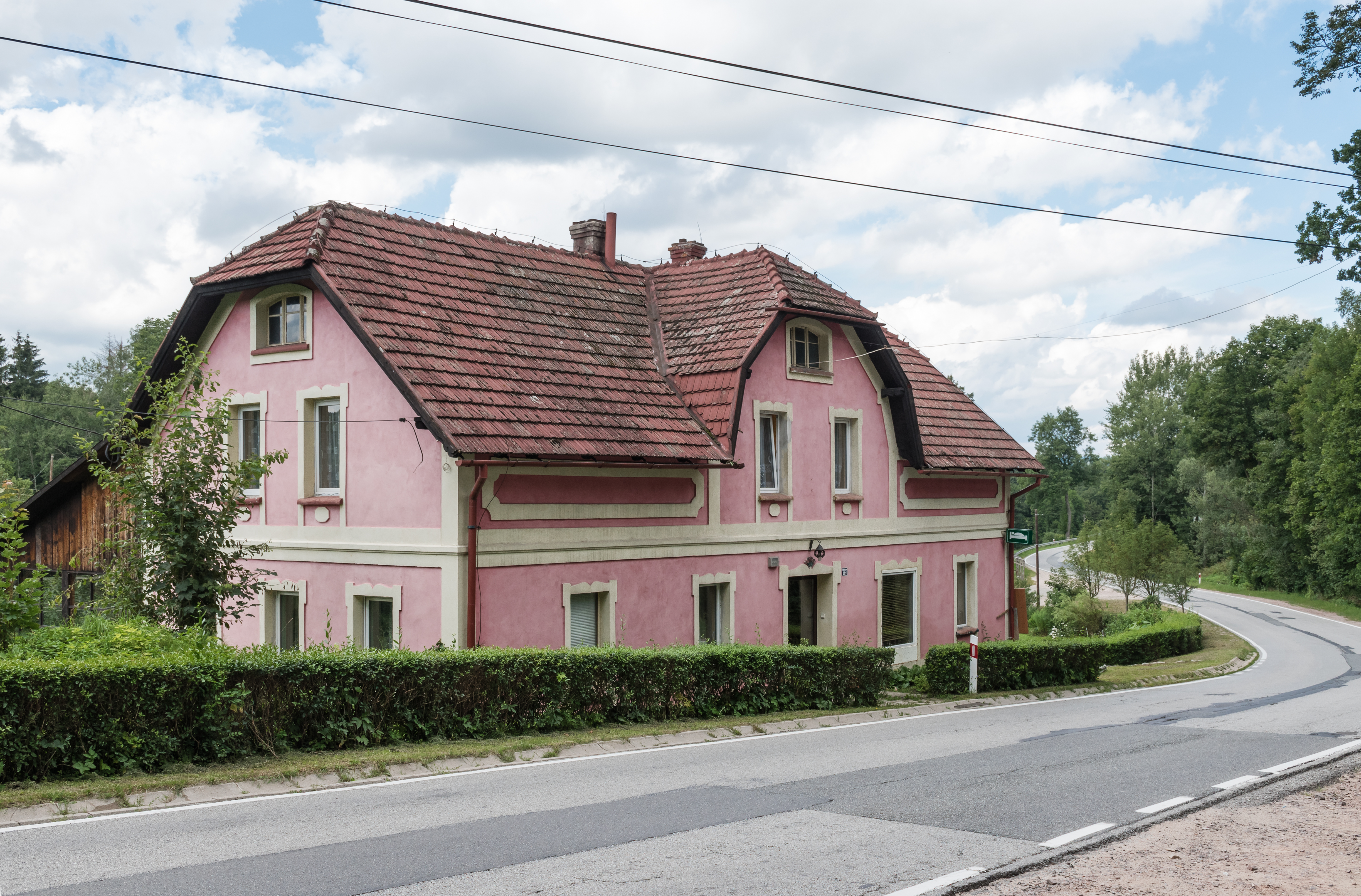
Dům č.p. 21, bývalý zájezdní hostinec
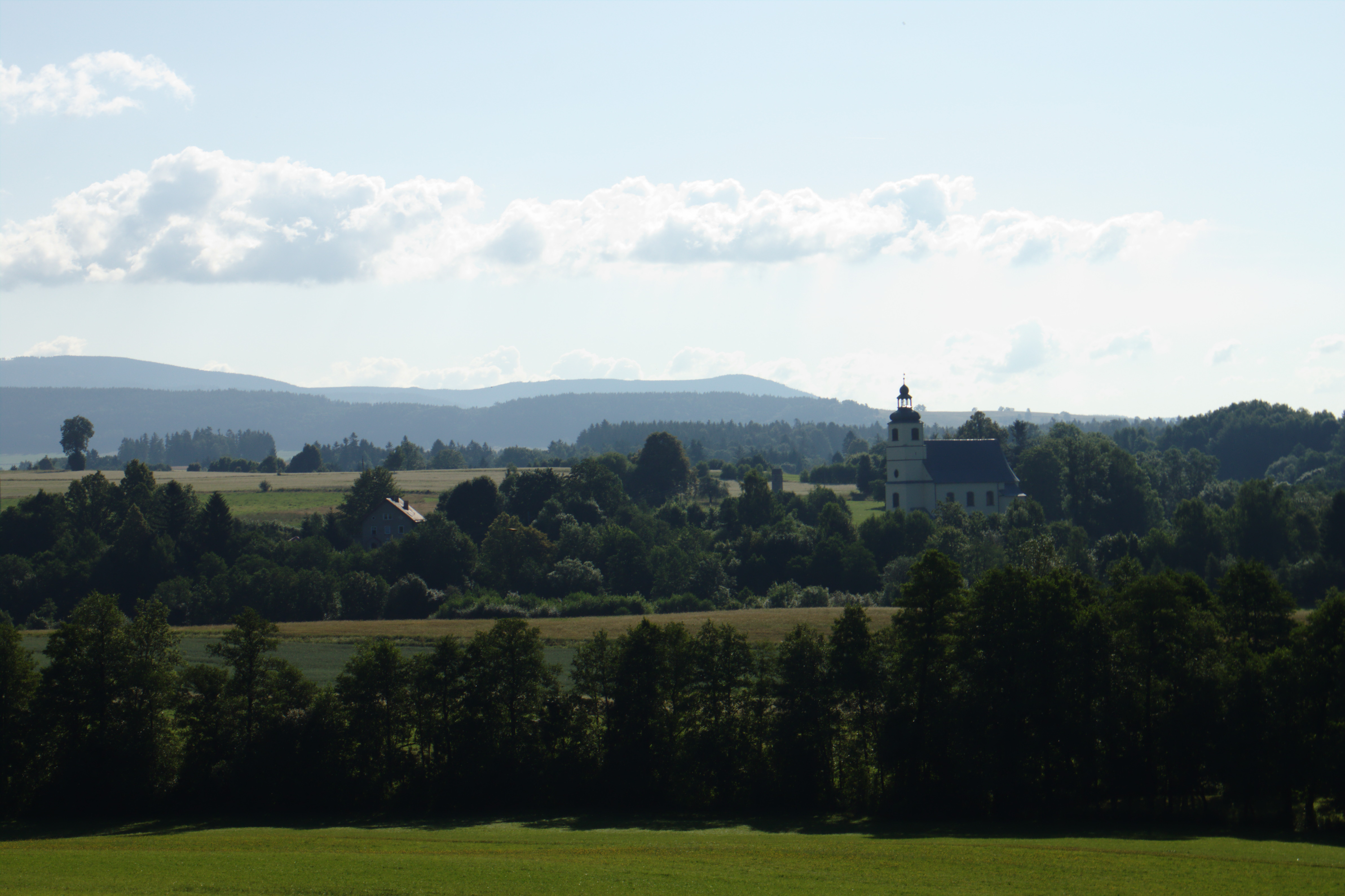
Panorama vsi
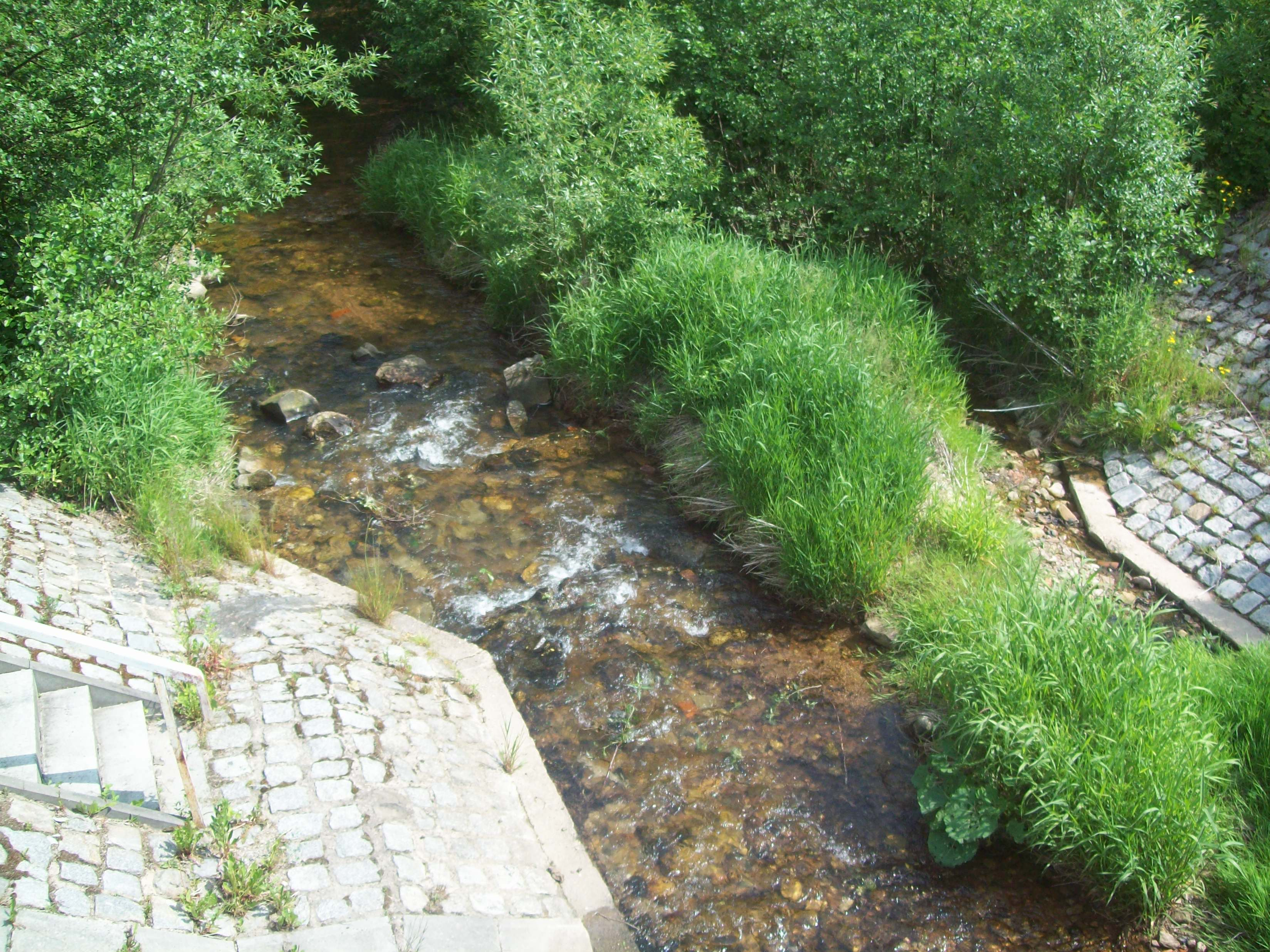
Řeka Kladská Nisa v obci